# Aftershock (personaggio)
Aftershock, il cui vero nome è Allison Dillon, è un personaggio dei fumetti, creato da Sean McKeever (testi) e Casey Jones (disegni), pubblicato dalla Marvel Comics. È apparso per la prima volta in Spider-Girl (vol. 1) n. 51 (novembre 2002).
Fa parte della realtà alternativa di Terra-982, le cui storie sono ambientate nel futuro, raccolte sotto l'etichetta editoriale MC 2. È la figlia di Max Dillon, alias Electro uno dei principali nemici dell'Uomo Ragno.

## Biografia del personaggio
Dopo essersi ritirato dalla vita da criminale, Max Dillon, un tempo nome come Electro, si innamorò di una donna di nome Marilyn, che non sposò mai ma dalla quale ebbe una figlia. La loro figlia, Allison, ereditò i poteri elettrici del padre, ma possedendo una polarità di campi elettrici inversa a quella del padre lei e Dillon non possono toccarsi senza rischiare di bruciarsi. Electro ritornò alla sua carriera criminale e fu mandato in prigione, mentre Marilyn morì di cancro. Allison finì in un orfanotrofio dove fu affidata a una famiglia dopo l'altra, ma presto progettò un costume simile a quello del padre e decise di usare i suoi poteri per fini criminali proprio come fece Dillon. Provò a rapinare una gioielleria in un centro commerciale, ma fu fermata da Spider-Girl. Successivamente usando il nome in condice di Aftershock, Allison tentò di rubare qualche automobile, ma fu nuovamente fermata da Spider-Girl. Electro scoprì che sua figlia aveva intrapreso la carriera criminale e contattò Spider-Man , il suo vecchio nemico, e assieme a lui affrontarono Aftershock sconfiggendola. Infine Electro convinse sua figlia a ritornare con lui, e che insieme avrebbero trovato una soluzione all'incapacità di avere un contatto fisico. Lei accettò la richiesta del padre lasciando la carriera criminale.

## Poteri e abilità
Aftershock possiede la capacità di manipolare l'elettricità con una varietà di effetti. Può lanciare dei piccoli fulmini verso i suoi avversari, circondarsi con un campo protettivo di energia o folgorare una persona con un semplice tocco. Può inoltre assorbire elettricità da varie fonti per incrementare i suoi poteri e volare grazie ad uno scudo elettromagnetico.